# Shkodër
Shkodër (eller Shkodra) er en by i det nordlige Albanien, i præfekturet Shkodër i det centrale Albanien med 76.000(2011) indbyggere. Den ligger ved bredden af Shkodër-søen, den største sø på Balkanhalvøen.
Shkodër er en af Albaniens ældste og mest historiske byer, såvel som et vigtig kulturelt og økonomisk center.

## Historie
Shkodër er en af Europas ældste byer. Den var oprindelig en illyrisk bosætning og blev hovedstad for kongedømmet Illyrien under Gentius' (Gens) herredømme, og kapitulerede derefter til romerne i 168 f.Kr.
Etter Romerrigets faldt fra hinanden kom byen under varierende herskere. Under namnet Scutari tilhørte byen i perioden 1396-1479 republikken Venedig, og derefter det Osmanniske Rige. Den albanske folkestamme bushati gjorde byen selvstændig i år 1760. 
Etter 1831 undertrykte det osmanniske rige byens selvstændighed og gjorde Shkodër til hovedstad i en vilayet (dvs. en osmaninsk provins) med samme navn. Etter Prizrenligaen var nedkæmpet i 1881 spillede Shkodër en fremtrædende rolle under den albanske frihedskamp. Under ledelse af kong Nikola 1. belejrede Montenegro Shkodër den 22. april 1913, men efter stærkt pres fra stormagtene blev den montenegriske hær tvunget til at trække seg tilbage allerede den 9. maj. Shkodër blev en del af det nydannede Albanien 28. november 1912.
I 1916 havnede byen under Østrig-Ungarns styre. Under anden verdenskrig indtog tyske tropper byen og den forblev besat frem til 1944. 
Befolkningen, med et stort del muslimer, spillede en fremtrædende rolle under den albanske politiske reformperiode 1990–1991. Shkodër blev centrum for en stærk demokratisk bevægelse som modarbejdede kommunismen i Albanien.
- Wikimedia Commons har flere filer relateret til Shkodër

1. 1 2  Albania: Prefectures and Major Cities - Population Statistics, Maps, Charts, Weather and Web Information, Citypopulation.de, hentet 20. juli 2024 (fra Wikidata).